# ピーター・アーヴィン・ブラウン
ピーター・アーヴィン・ブラウン（Pieter Irwin Brown、1903年-1988年）は、オランダの画家、版画家。

## 来歴
1903年、オランダのロッテルダムに生まれる。父はオランダ人、母はアイルランド人であった。まず、始めにロッテルダム市立美術学校で絵画を学び、次にユトレヒトの装飾美術学校で室内装飾とステンドグラスのデザインなどを学んだ後、建築家のアトリエで見習いとして働いている。1921年にはアムステルダムの王立美術学校に入学、再び絵画を学んでいる。1923年以降、ヨーロッパとアフリカ各地を旅行しており、なかでもチュニジアの印象とそこでのスケッチが、彼のその後の多年にわたる画作の基礎となっていった。1925年、イギリスのロンドンにおいてラルフ＆ブラウンというポスター製作会社を設立、ブラウンが描いた鉄道ポスターはイギリス中の駅に貼られていた。
その後、1932年に3か月間、エジプト旅行をした後、ジャワ島へ向かっており、ジャワ島では挿絵の仕事をしながらバタビアで暫く暮らしていた。そして、1934年に、セレベス、香港及び台湾を経て初めて来日、始めに炭鉱の町として知られていた三池に到着、後に京都の地に落ち着いた。同じく1934年、鉄道省国際観光局の日本観光誘致ポスターのデザインを担当しており、宮島と神社の図柄を描いている。滞日1年を過ぎた1935年かあるいは1936年には中国と満州に旅行をし、各地の風景を写生してきている。日本に戻ってすぐのこの頃に渡辺版画店のほか、アダチ版画研究所から木版画による風景画を発表した。渡辺庄三郎はブラウンのデッサン数点を買い取り、それらをもとに新版画を制作、以降、1940年に日本を離れるまで木版画の下絵を描いていたといわれる。アダチ版画研究所から発表した作品に「南海、北京」、「東京の神社」、「承徳の熱河離宮」などが挙げられる。
日本を離れてからは北京、上海においてブラウンの木版画展が開かれ、この展覧会はその後、京都、東京、ホノルルでも開催されている。また、1946年6月には当時、ブラウンが住んでいたアメリカのロサンゼルスでも木版画展を開催している。この時の会場はロサンゼルス郡立美術館であった。その後、ニューヨークに移住しているが、それ以降の活動や没年については不明である。ブラウンの木版画に描かれた東京の風景は墨一色により、モダンな昭和初期の様子を良く今に伝えており、満州の建物などはすぐにどの建物であると同定できるほど正確に描かれている。また、人間の手による建築物と、周囲の自然を視野に収めた大きな俯瞰構図も特徴的であった。

## 作品
- 「平壌近郊の大同江、朝鮮」　木版画　1932年
- 「東京の神社」　木版画　渡辺版　1936年
- 「南海、北京」　木版画　アダチ版　1936年
- 「東京の神社」　木版画　アダチ版　1936年
- 「築地、東京」　木版画　1936年
- 「承徳の熱河離宮」　木版画　アダチ版　1937年
- 「夜の富士」木版画　1937年
- 「雪の銀座」木版画　1937年
- 「中国の冬」木版画　ホノルル美術館所蔵
- 「ラマ寺外八廟、承徳、満州」　木版画　ホノルル美術館所蔵
- 「承徳の熱河離宮」　木版画
- 「満州の早春」　木版画　ホノルル美術館所蔵
- 「東京風景」　木版画　ホノルル美術館所蔵
- 「雪中の家」　水彩画

## 参考図書
- アジアへの眼　外国人の浮世絵師たち　横浜美術館編、横浜美術館　読売新聞社、1996年
- よみがえる浮世絵　うるわしき大正新版画展　東京都江戸東京博物館編、東京都江戸東京博物館　朝日新聞社、2009年